# Eunimbatana lobata
Eunimbatana lobata là một loài bướm đêm trong họ Noctuidae.